# (1996) Адамс
(1996) Адамс (англ. Adams) — астероид из группы главного пояса, который входит в состав семейства Марии. Он был открыт 16 октября 1961 года в рамках проекта IAP в обсерватории им. Гёте Линка и назван в честь британского математика и астронома Джона Адамса, который совместно с Урбен Леверье по возмущениям орбиты Урана рассчитал местоположение восьмой планеты — Нептуна.

Орбита астероида Адамс и его положение в Солнечной системе
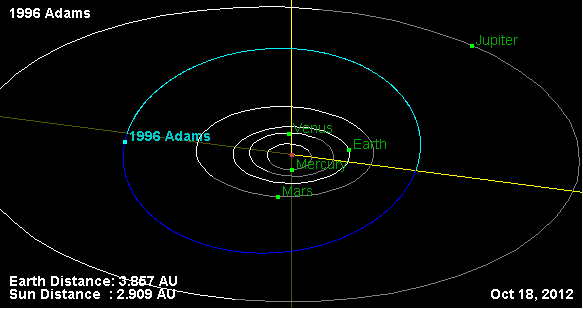
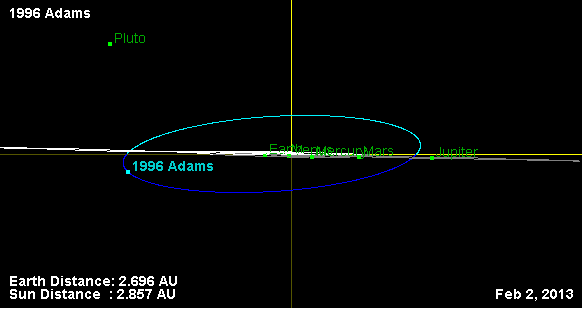

Фотометрические наблюдения позволили получить кривые блеска этого тела, из которых следовало, что период вращения астероида вокруг своей оси равняется 3,311 ± 0,001 часам, с изменением блеска по мере вращения 0,42 m.